# 9799 Thronium
9799 Thronium este o planetă minoră (asteroid), cu un diametru de 68,033 km, din Asteroid troian al lui Jupiter. A fost descoperită pe 8 septembrie 1996 la Catalina Station⁠(d) de Timothy B. Spahr și a fost numită după Thrόnio⁠(d). 
Obiectul prezintă o orbită caracterizată de o semiaxă mare de 5,1890714 UAi, o excentricitate de 0,05, o înclinație de 30,52124 ° în raport cu ecliptica.